# Спрінгфілд Тауншип (округ Гантінгдон, Пенсільванія)
Спрінгфілд Тауншип (англ. Springfield Township) — селище (англ. township) в США, в окрузі Гантінгдон штату Пенсільванія. Населення — 693 особи (2020).

## Демографія
Згідно з переписом 2010 року, у селищі мешкали 654 особи в 267 домогосподарствах у складі 187 родин. Було 423 помешкання
Расовий склад населення:
| - 99,4 % — білих - 0,2 % — чорних або афроамериканців |

До двох чи більше рас належало 0,3 %. Частка іспаномовних становила 1,2 % від усіх жителів.
За віковим діапазоном населення розподілялося таким чином: 21,3 % — особи молодші 18 років, 61,0 % — особи у віці 18—64 років, 17,7 % — особи у віці 65 років та старші. Медіана віку мешканця становила 43,1 року. На 100 осіб жіночої статі у селищі припадало 115,8 чоловіків;  на 100 жінок у віці від 18 років та старших — 117,3 чоловіків також старших 18 років.
Середній дохід на одне домашнє господарство  становив 57 742 долари США (медіана — 45 313), а середній дохід на одну сім'ю — 68 552 долари (медіана — 56 607). Медіана доходів становила 44 583 долари для чоловіків та 36 500 доларів для жінок. За межею бідності перебувало 8,6 % осіб, у тому числі 4,3 % дітей у віці до 18 років та 8,3 % осіб у віці 65 років та старших.
Цивільне працевлаштоване населення становило 266 осіб. Основні галузі зайнятості: освіта, охорона здоров'я та соціальна допомога — 22,9 %, виробництво — 18,8 %, будівництво — 15,8 %.